# Penny Heynsová
Penelope "Penny" Heyns (* 8. listopadu 1974, Springs, Jihoafrická republika) je bývalá jihoafrická plavkyně.

## Životopis
Penny je dcera obchodníka a trenérky plavání z jihoafrického města Amanzimtoti. Poprvé závodila v sedmi letech.

V roce 1993 odešla studovat do USA na univerzitu v Nebrasce, kde se dostala do trenérské skupiny bývalého československého reprezentanta Jana Bidrmana. Do světové špičky pronikla až v roce 1995. Profesionální kariéru ukončila v roce 2001.

## Olympijské hry
- Barcelona 1992 - umístila se ve čtvrté desítce na obou prsařských tratích.
- Atlanta 1996 - jako favoritka vyhrála obě prsařské disciplíny a získala pro Jižní Afriku zlato v plavání po 44 letech.
- Sydney 2000 - jako zkušená a dvojnásobná nejlepší plavkyně roku (1996 a 1999) nenačasovala úplně formu na vrchol a získala pouze bronz.